# Šport u Hrvatskoj
Hrvatska je specifična po tome što s obzirom na broj stanovnika i veličinu države postiže značajne sportske rezultate. Naravno da najveći broj medalja na velikim natjecanjima (Olimpijadama) osvajaju velike države tipa SAD-a, Rusije ili Njemačke, no zapažen je uspjeh naših sportaša i u ekipnim sportovima (nogomet, rukomet, vaterpolo, veslanje) i u pojedinačnim sportovima (tenis, skijanje).
U skupnim su sportovima svjetska zlata hrvatski sportaši kao dio Jugoslavije ili kao samostalna Hrvatska osvajali u košarci, rukometu, vaterpolu i rukometu na pijesku. Olimpijskim su se zlatom okitili u nogometu, košarci, rukometu i vaterpolu. Europska su zlata osvajali u košarci, vaterpolu i australskom nogometu.
U skupnim su sportovima svjetska zlata hrvatske sportašice kao dio Jugoslavije ili kao samostalna Hrvatska osvajale u rukometu i rukometu na pijesku. Olimpijskim su se zlatom okitile u rukometu. Ostala odličja su osvajale u odbojci i košarci.

## Atletika
- Ivan Gubijan
- Franjo Mihalić
- Vera Nikolić
- Blanka Vlašić
- Branko Zorko
- Sandra Perković
- Sara Kolak

## Biciklizam
- Nino Mladen Antić
- Martin Čotar
- Tomislav Dančulović
- Robert Kišerlovski
- Matija Kvasina
- Hrvoje Miholjević
- Vladimir Miholjević
- Radoslav Rogina
- Pavao Roset
- Ivana Ruszkowski
- Kristijan Đurasek
- Matija Kvasina

## Boks
- Stipe Drviš
- Antun Josipović
- Mate Parlov
- Željko Mavrović
- Filip Hrgović
- Ivana Habazin

## Hrvanje
- Vlado Lisjak

## Kajak i kanu na divljim vodama
- Filip Benjak
- Tomislav Crnković
- Andrej Gluecks
- Igor Gojić
- Danko Herceg
- Dalibor Hlavaček[1]
- Tomislav Hohnjec
- Tomislav Lepan
- Siniša Martinčević
- Emil Milihram
- Emir Mujčinović
- Mario Peček
- Željko Petrić
- Robert Rauš
- Elvis Sanjković
- Zlatko Sedlar
- Nikola Županić
- Matija Ljubek - mirna voda

## Košarka
Početkom devedesetih godina, hrvatska košarkaška reprezentacija bila je jedna od najboljih košarkaških reprezentacija na svijetu. Osvajala je medalje s Olipmijskih igara te svjetskih i europskih prvenstava. Tako ima jednu osvojenu broncu sa svjetskog (1994.) i dvije s europskih prvenstava (1993. i 1995.) Ima jedno osvojeno srebro s OI 1992.

## Kuglanje[2]
- Biserka Perman
- Štefica Krištof
- Nikola Dragaš
- Zdravko Boljat
- Dujam Smoljanović
- Barbara Bulić
- Zita Pipinić
- Vladimir Šojat

## Nogomet
Hrvatska nogometna reprezentacija ostvarila je jedan od najvećih uspjeha u povijesti hrvatskog sporta; osvojila je brončanu (1998.) i srebrnu medalju (2018.) sa svjetskih prvenstava. Zanimljivo je da je Hrvatska svoj prvi polufinalni okršaj sa SP-ava igrala 1998. protiv Francuske i izgubila (1:2) te da je igrala u svom prvom finalu također protiv Francuske i opet izgubila (2:4) u borbi za naslov svjetskog prvaka.
No, mnoge kontroverze vežu se uz ovu drugu utakmicu. Naime, u finalu argentinski sudac Nestor Pitana je u prvom poluvremenu sudio nepostojeći prekršaj i sumnjivi kazneni udarac za Francusku iz kojih su izašla i jedina 2 gola Francuza u prvom poluvremenu. Mnogi poznati nogometni sudci, ali i sportaši poput Ikera Casillasa i Petera Schmeichela osudili su obje sudačke odluke jasno dajući doznanja da je Hrvatska svojom igrom u finalu zaslužila postati svjetski prvak.
- Niko Kranjčar
- Davor Šuker
- Robert Prosinečki
- Zvonimir Boban
- Robert Jarni
- Alen Bokšić
- Aljoša Asanović
- Slaven Bilić
- Dado Pršo
- Luka Modrić
- Goran Vlaović

## Plivanje
- Đurđica Bjedov
- Duje Draganja
- Gordan Kožulj
- Miloš Milošević
- Veljko Rogošić

## Rukomet
Hrvatska rukometna reprezentacija ubraja se u najbolje rukometne reprezentacije svijeta. Hrvatska ima čak 13 medalja s velikih natjecanja. Osvojila je dva zlata s Olimpijskih igara te povijesni trofej svjetskog prvaka 2003., a bila je viceprvak Europe 2008. i 2010.

## Skijanje
Ivica Kostelić smatra se najboljim univerzalnim hrvatskim skijašem ikad, a njegova sestra Janica jedna je od najvećih svjetskih skijašica svih vremena.
- Ana Jelušić
- Nika Fleiss
- Vedran Pavlek

## Stolni tenis
- Antun Stipančić
- Dragutin Šurbek
- Zoran Primorac
- Tamara Boroš

## Šah
Ognjen Cvitan osvojio je svjetsko juniorsko prvenstvo u šahu u Meksiku 1981. Hrvatski velemajstori Zdenko Kožul i Ivan Šarić postali su prvacima Europe redom 2006. i 2018. godine. Šarić je osvojio i europsku broncu 2022. Najviši rejting Šarić je postigao u lipnju 2024. kada je bio 37. s 2690 Elo bodova. To je ujedno i najviši rejting nekog hrvatskog šahista ikad.

## Tenis
Hrvatska ima jednom osvojene turnire Wimbledon i US Open. Za Hrvatsku prvi osvojen Wimbledon 2001. je osvojio Goran Ivanišević koji je dva puta prije toga gubio u finalu istog natjecanja, dok je Marin Čilić osvojio US Open 2014.
Hrvatska je triput bila u finalu Davis Cupa (2016.), a dva puta je osvajala to natjecanje (2005.) i (2018.).

## Vaterpolo
Vaterpolo reprezentacija Hrvatske jedna je od najuspješnijih reprezentacija na svijetu te uz Srbiju i Crnu Goru vrlo uspješno nastavlja jugoslavensku vaterpolsku tradiciju. Do 2024. je osvojila 15 medalja na velikim natjecanjima. Hrvatska je zlatnu medalju osvojila jedanput na Olimpijskim igrama (2012.) te dvaput na Svjetskim (2007., 2017.) i Europskim prvenstvima (2010., 2022.).

## Veslanje
- Siniša Skelin
- Nikša Skelin
- Igor Boraska
- Tihomir Franković
- Tomislav Smoljanović
- Krešimir Čuljak
- Igor Francetić
- Branimir Vujović
- Silvijo Petriško